# U-Bahnhof Schillingstraße

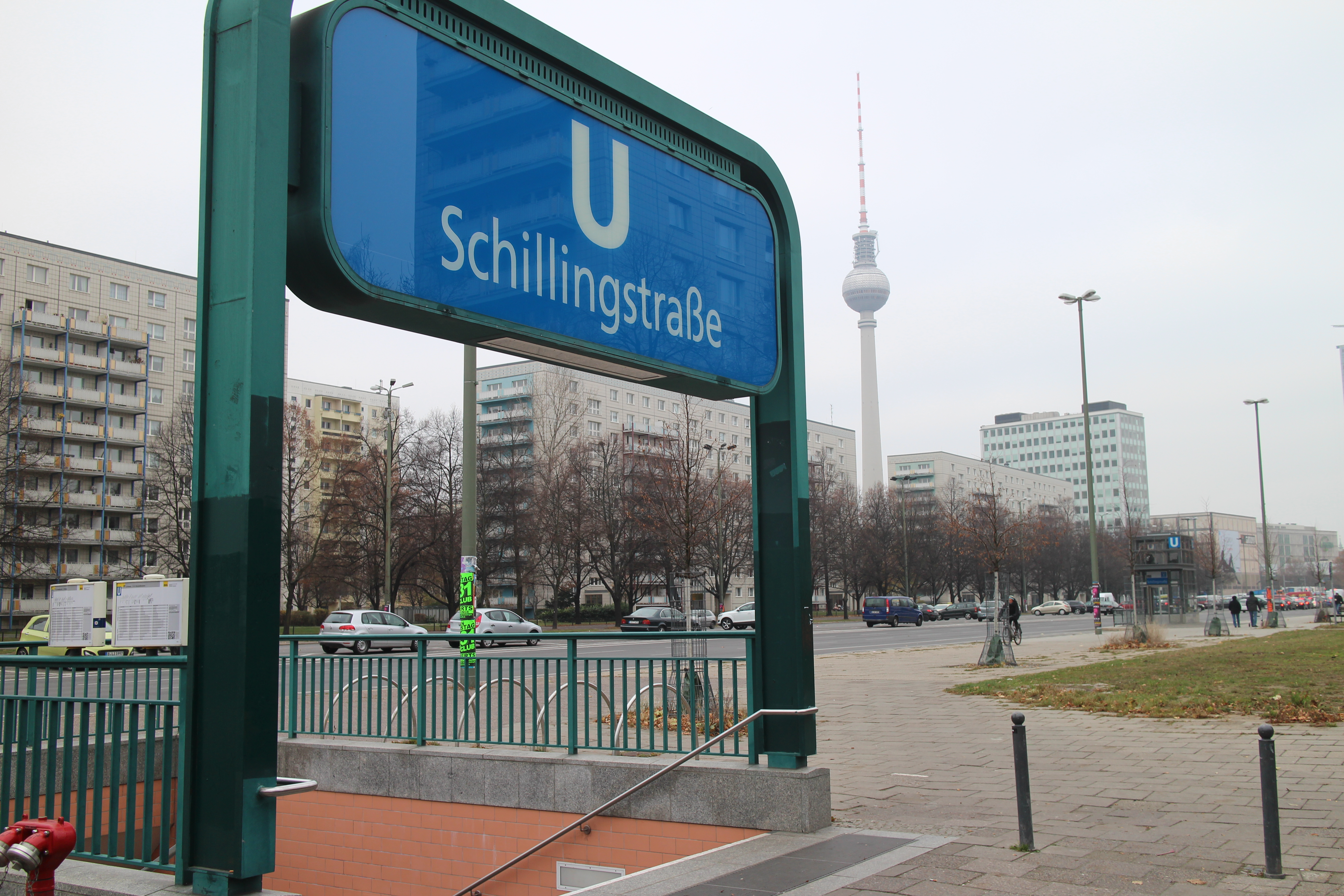
Bahnhofseingang an der Karl-Marx-Allee

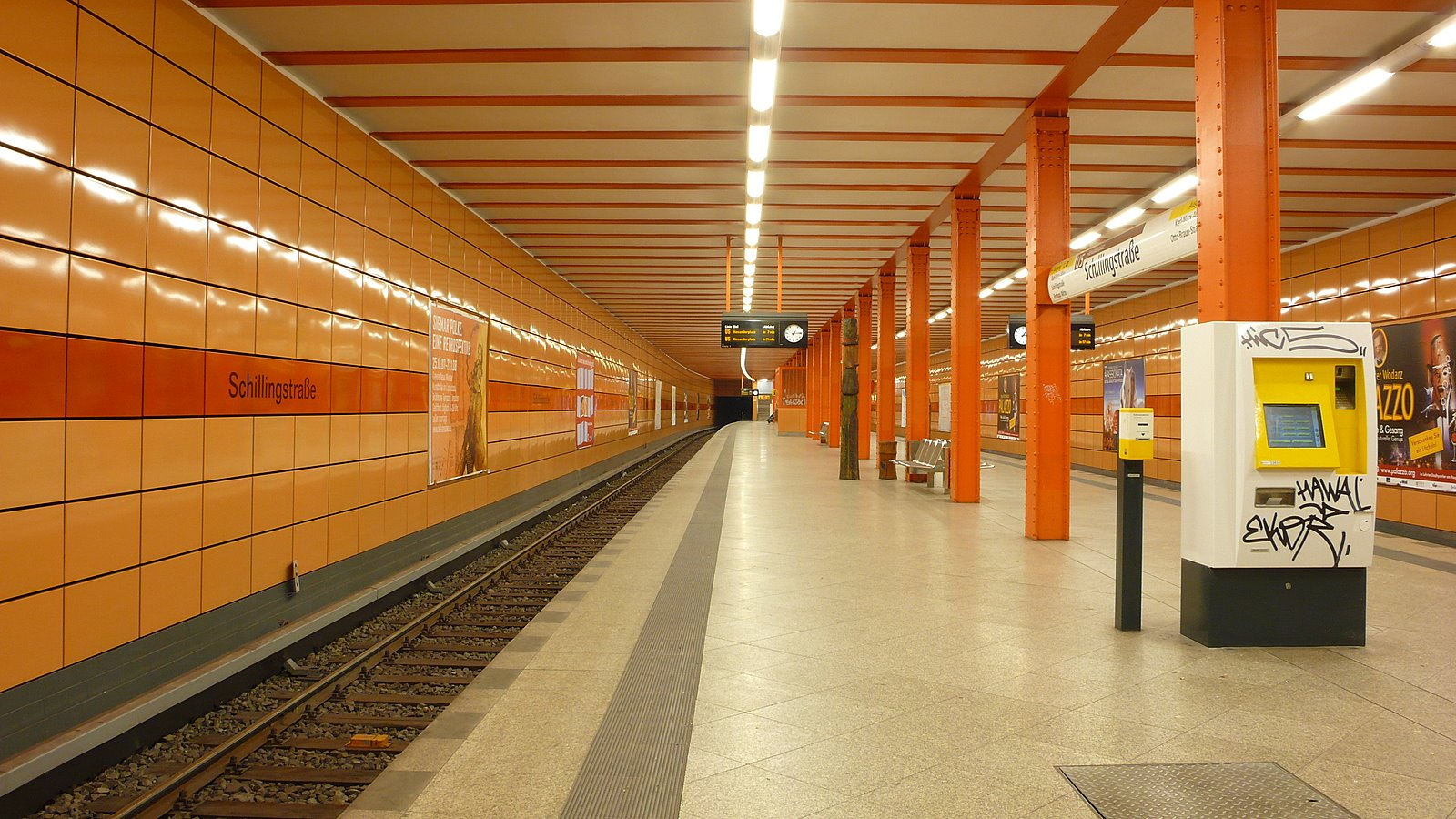
U-Bahnhof Schillingstraße nach der Sanierung

Der U-Bahnhof Schillingstraße ist eine Station der Berliner U-Bahn-Linie U5. Er befindet sich unter der Karl-Marx-Allee unweit des Alexanderplatzes und ist nach der an dieser Stelle einmündenden Schillingstraße benannt.

## Lage und Aufbau
Der Bahnhof befindet sich in eineinhalbfacher Tieflage und besitzt an beiden Enden einen Aufgang zur Karl-Marx-Allee. Der Bahnsteig hat eine einfache mittlere Stützenreihe. Der Bahnhof ist sehr ähnlich gestaltet wie die anderen 1930 eröffneten Bahnhöfe dieser Linie. Die Kennfarbe der Station ist Rosa.
Auf dem Bahnsteig des U-Bahnhofs ist das aus mehreren Skulpturen bestehende Kunstwerk Reisende aus einer anderen Zeit installiert. Es wurde unter Betreuung des Künstlers Ralf Schade von Jugendlichen der Justizvollzugsanstalt Oranienburg gefertigt und am 15. Dezember 2003 den Berliner Verkehrsbetrieben (BVG) übergeben.

## Geschichte

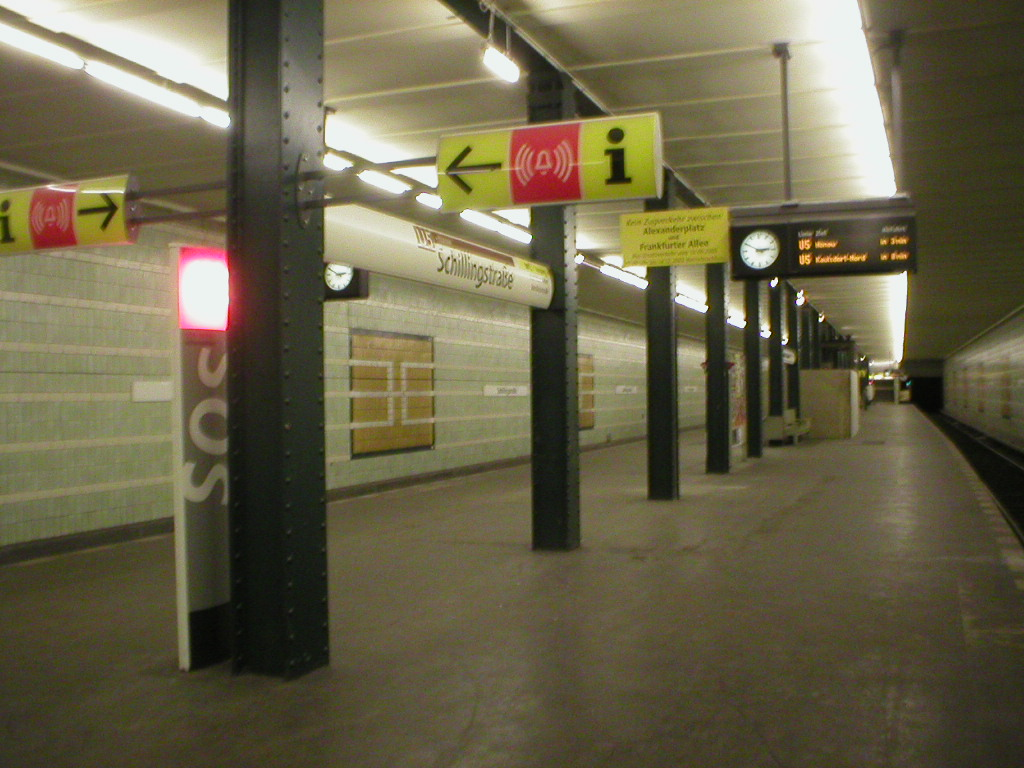
U-Bahnhof Schillingstraße vor der Sanierung im Jahr 2003

Am 21. Dezember 1930 wurde die damalige Linie E mit dem Bahnhof Schillingstraße eröffnet. Einst im Einheitstyp der Bahnlinie gestaltet mit einem Verteilergeschoss an beiden Ausgängen und wie üblich für diese Linie mit bequemen Aufgängen beidseitig zu den Bürgersteigen der damaligen Frankfurter Straße versehen, machte der Bahnhof Ende der 1950er Jahre Schwierigkeiten bei der Neugestaltung des nordwestlichen Endes der damaligen Stalinallee zwischen Strausberger Platz und Alexanderplatz. Dieser Teil der Straße wurde um 1960 völlig neu und damals modern bebaut; der U-Bahnhof blieb während dieser Arbeiten vom 31. März 1959 bis zum 2. Juni 1960 geschlossen. Dabei wurde die Straße beträchtlich verbreitert, der sonst in der ehemaligen Stalinallee vorhandene breite Grünstreifen auf der nördlichen Seite entfiel zugunsten einer breiteren Trasse für den Straßenverkehr zum Alexanderplatz, der in den Folgejahren vollkommen umgestaltet werden sollte. Dabei waren die Treppenaufgänge des U-Bahnhofs im Wege. Auf der östlichen Seite des Bahnhofs ersetzte man das Verteilergeschoss durch einen längeren Fußgängertunnel, der die beiden Straßenseiten verband und gleichzeitig als Zugang für die U-Bahn diente. Auf der nördlichen Seite des Ostausgangs wurde eine breite Treppe nun quer zur Fahrbahn auf den Bürgersteig geführt und auf der gegenüberliegenden Seite in einem der neuen Ladenflachbauten zur Schillingstraße verdeckt herausgeführt. Dieser Fußgängertunnel wurde in die Modernisierung einbezogen und mit Fotos der Straße und des nahegelegenen Alexanderplatzes aus der Bauzeit um 1960 sowie der anschließenden Jahre gestaltet. Eine große Aufschrift auf der neuen Wandtäfelung erläutert die Geschichte des Bahnhofes. Die westlichen Ausgänge hingegen waren 1945 kriegsbedingt geschlossen worden und wurden um 1970 zugebaut. Sie wurden nicht ersetzt, wohl auch wegen des nahen Bahnhofs Alexanderplatz, der etwa ab 1970 durch Fußgängertunnel besser, aber nicht vom U-Bahnhof Schillingstraße aus direkt zu erreichen war.
Im Jahr 2003 erfolgte die umfassende Sanierung des Streckenabschnittes Alexanderplatz – Frankfurter Allee. Neben dem Oberbau der Strecke wurden auch die Bahnhöfe umfassend saniert und die alten Fliesen durch neue emaillierte Stahlplatten ausgetauscht. Dabei erhielt der Bahnhof Fliesen, die an die Ursprungsfarbe erinnern sollten. Auch wurde der alte Asphaltbelag des Bahnsteigs durch Granitplatten ersetzt. Der nordwestliche Zugang wurde dabei wieder geöffnet. Eine Verlängerung des Zwischengeschosses zur anderen Straßenseite wurde dabei allerdings nicht vorgenommen.
Die Sanierung der Aufgänge wurde zwei Jahre später durchgeführt.
Ende 2013 ging ein Aufzug in Betrieb, sodass der Bahnsteig seitdem barrierefrei zugänglich ist.

## Anbindung
Der U-Bahnhof wird ausschließlich von der Linie U5 sowie der in ähnlicher Streckenführung verlaufenden Nachtbuslinie N5 der BVG bedient. Umsteigemöglichkeiten zu anderen Linien des öffentlichen Nahverkehrs bestehen nicht.
| Linie | Verlauf |
| ----- | --- |
|       | Hauptbahnhof – Bundestag – Brandenburger Tor – Unter den Linden – Museumsinsel – Rotes Rathaus – Alexanderplatz – Schillingstraße – Strausberger Platz – Weberwiese – Frankfurter Tor – Samariterstraße – Frankfurter Allee – Magdalenenstraße – Lichtenberg – Friedrichsfelde – Tierpark – Biesdorf-Süd – Elsterwerdaer Platz – Wuhletal – Kaulsdorf-Nord – Kienberg (Gärten der Welt) – Cottbusser Platz – Hellersdorf – Louis-Lewin-Straße – Hönow |